# Ваннимай
Ваннимай (или Вождества Ванни) — бывшее феодальное образование, управляемое вождями к югу от полуострова Джаффна в современной Северной, Северо-Центральной и Восточной провинциях Шри-Ланки. Эти вождества возникла в XII веке, с приходом золотого века средневековых тамильских царств и распада сингальского царства более раннего периода. Вождества создавались в малонаселённых районах и управлялись тамилами, выходцами из нескольких каст, которые называли себя Ваннияры. С расширением территории царства Джафна большинство вождей существовавших тогда ваннимай стали платить Джафне дань. Сильное влияние царства можно увидеть в языке и манере говорить местного населения в части современных провинций. К появлению европейских колонистов территории ваннимай были уже включены в состав различных царств. К началу XVIII века земли Ванни были присоединены к Джафне, для формирования региона Малабар Цейлот Ванни (Malabar Coylot Vanni Country).

## Ваннияр
Ваннияр или Ванния называли платившего дань феодального вождя в средневековой Шри-Ланке. Кроме того, так называлась одна из каст ланкийских тамилов в регионе Ванни на севере Шри-Ланки в начале 1900-х годов.

### Феодальные вожди
Тамильские хроники, такие как документ XVIII века Ялпана Вайпава Малай и надписи на камне, такие как Конесар Калветту, говорят о том, что царь Чола Канкан, потомок легендарного царя Ману Нидхи Чолан из Тируварура (Чоланад), восстановил храм Конесварам в Тринкомали и бассейн Канталай после их разрушения. Канкан посетил храм Муннесварам на западном побережье Шри-Ланки, прежде чем поселиться в восточной части острова. Согласно летописи, он отремонтирован и расширил храм; он был назван Кулакоттан, что означает Строитель бассейнов и храмов.
Кроме восстановления Кулакоттан занимался развитием сельского хозяйства и экономики региона в целом, приглашая вождя ванияра Танауна Попален Tanniuna Popalen с семьёй переселится в новый, основанный царём, город в районе города Тампалакамам для содержания танка Канталай и храма в надлежащем виде. Вследствие всех этих мер регион Ванни стал процветать, а ваннияры стали вождями. Современные историки и антропологи соглашаются с исторической достоверностью связи появления ваннияров с храмом Конесар, а некоторые приводят эпиграфические свидетельства реставрации храма Куллакоттана в 432—440 годах. Другие приводят доказательства его ремонта до 1589 года до н. э. из поэзии и надписей вырубленных на камнях. После второго расцвета тамильских царств и распада классического сингальского царства, то есть после двенадцатого века, многие мелкие вожди взяли власть на полосе земли между северным царством Джафна и других царств на юго-западе острова, а именно царством Котте и царством Канди. Эти мелкие вожди платили дань Джафне. Иногда они были независимы от любого центрального управления, или подчинялись южным царствам для достижения стратегических преимуществ, но в конце концов оказывались восстановлены. Многие цари и вожди с тамики названиями титулов, как ванниян или вания, управляли северными районами современной Шри-Ланки во время эпохи царства Джафна. Вожди некоторых земель Ванни, бывшие выходцами из Южной Индии, называли рате-атто (rate-atto) на сингальском языке. Хоть ванния или ваннихуру и правили, но они подчинялись местным обычаям, которые поддерживались местными чиновниками. Вожди не оставили заметного влияния на местное население, которым они правили, это видно из языка и манеры говорить.

### Теории происхождения
Правящий класс ваннимай возник на фоне многонационального и многокастового населения. Некоторые из них, в соответствии с первоисточниками, такими как Ялпана Вайпава Малай, произошли от касты ваннияр — выходцев из современного Тамилнада, тогда как другие были из Муккува. Существовал также ряд вождей сингальского происхождения.
Некоторые историки Шри-Ланки считают, что слово ваннимай произошло от тамильского слова ванам, что означает «лес», ванния означает «человек из леса», а ваннимай — большой участок лесных угодий.

## Северные вождества

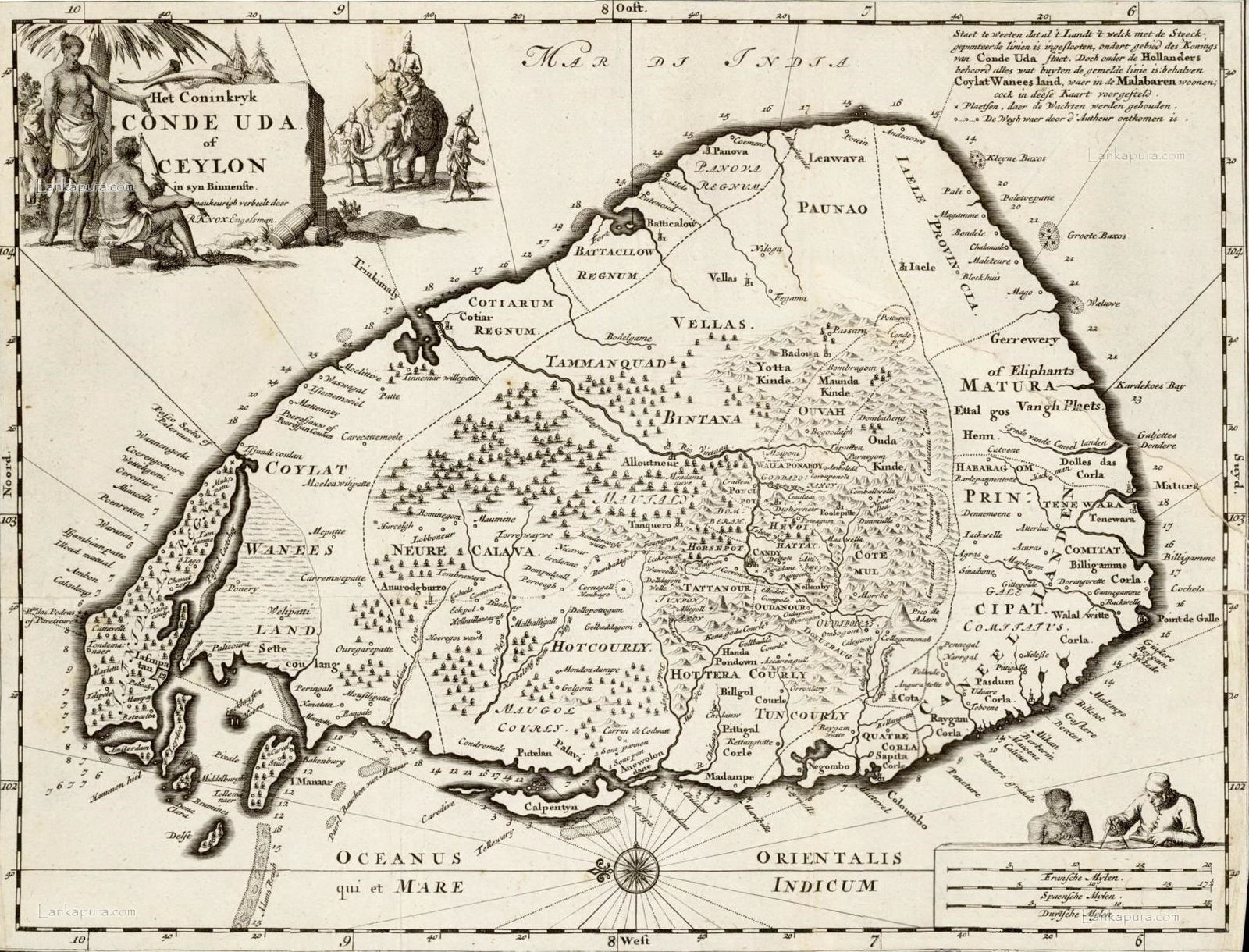
Гравюра 1692 года Вильгельма Броеделета с карты 1681 года Роберта Кнокса

Часть средневековых вождеств Ванни, такие, как вождества Пананкамам, Мельпатту,Муллиявалай, Карунавалпатту, каррикаттумулай, Теннамаравади и Тринкомали в северной части острова были включены в состав царства Джаффна. Поэтому ваннимайи расположенные к югу от полуострова Джафна и в восточной области Тринкомали обычно выплачивали ежегодную дань северному царству, а не налоги. Дань выплачивалась в денежной форме, а также зерном, мёдом, слонами и слоновой костью. Ежегодная система выплаты дани связано с большим расстоянием до Джафны. Приход португальцев на остров вызвал кратковременную потерю некоторых из территорий царства. Кейрос, историк португальского происхождения, писал о царстве Джафна: 

«Это скромное царство не ограничивается маленьким районом одноимённого полуострова, так как оно также покорило соседние земли и тех Ванни, который признают его господство, которое оно над ними имело до того как мы пришли в регион, причём царство отделено от них соленой водой и связано только в оконечности полуострова и перешейком Пачалапали с землями Балигамо, Бедамараче и Пачапали, контролируемыми полуостровом, откуда его влияние простирается на земли Ванни. Поперёк территория простирается от Маннара до Трикуиллемеле, в отрыве от основной страны находится Мантота под управлением главы Маннара на реке Парагали, земли которого заканчиваются рекой посреди земель ванни и другие части, например земли Трикуиллемеле, который, судя по карте, занимает большой участок страны.»Оригинальный текст (англ.)"This modest kingdom is not confined to the little district of Jaffnapatnam because to it are also added the neighboring lands and those of the Vanni which is said to be name of the lordship which they held before we obtained pocession of them, separated from the proceeding by a salty river and connected only in the extremity or isthamus of Pachalapali within which the lands of Baligamo, Bedamarache and Pachalapali forming that peninsula and outside of it stretch the lands of Vanni. Crosswise from, from the side of Mannar to that of Triquillemele, being separated also from the country of Mantota in the jurisdiction of Captain of Mannar by the river Paragali;which (lands) ends in the river of the Cross in the midst of the lands of Vanni and of others which stretch as far as Triquillemele which according to the map appears to be a large tract of country".
, который писал что незадолго до капитуляции перед португальцами цари Джафны обладали территорией соответствующей современной Северной провинции Шри-Ланки и северной половине восточной провинции и что португальцы заявили свои права на эти земли. После поражения португальцев от голландцев, Маннар, Джафна и земли Ванни были объединены в тамильский регион Цойлот Ванни в начале XVIII века.

## Западные и восточные вождества
Ваннимайи в округах Баттикалоа и Путталам находились под контролем выходцев из Муккувар. Путталам находился под суверенитетом царства Джафна в XIV веке, когда он служил в качестве второй столицы царства в течение жемчужного рыбного сезона. С усилением португальского влияния на царства Канди и Котте, ваннимайи в восточных районах Баттикалоа и Ампара попали под номинальный контроль царства Канди после того, как в шестнадцатом веке, хотя они имели значительную автономию, находящихся под управлением их вождей. Вожди Ванни в районе Путталам перешли под контроль царства Котте. Вождества Баттикалоа и Ампара (Панова) были включены в XVIII веке в регион Малабар Цойлот Ванни.